# Francesco Spadafora
Francesco Spadafora (* 1. Januar 1913 in Cosenza; † 10. März 1997 in Rom) war ein italienischer Priester, Bibelwissenschaftler, Exeget und Schriftsteller. Spadafora wurde am 10. August 1935 zum Priester geweiht, er war Professor für Bibelexegese an der Lateranuniversität. 1962 wurde er während des Zweiten Vatikanischen Konzils von Johannes XXIII. zum Experten (peritus) für die Heilige Schrift ernannt. Spadafora warf Maximilian Zerwick, Stanislas Lyonnet und Jacques Dupont vor, die Ansichten der formgeschichtlichen Schule zu akzeptieren und die historischen Gewissheiten über Jesus in Frage zu stellen.

## Werke (Auswahl)
- Gesù e la fine di Gerusalemme. Vorwort von A. Vaccari, Ist. Padano di Arti Grafiche, Rovigo 1950.
- Collettivismo e Individualismo nel Vecchio Testamento. Ist. Padano di Arti Grafiche, Rovigo 1953.
- L’escatologia in San Paolo. Studium, Rom 1957.
- Maria Santissima nella Sacra Scrittura. Libreria Editrice della Pontificia Università Lateranense, Rom 1963.
- La risurrezione di Gesù. Cantagalli, 2010, ISBN 978-8882725419.
- Dizionario biblico. Effedieffe, 2020, ISBN 978-8885742239.